# Hopman Cup 2002
Der Hopman Cup 2002 war die 14. Ausgabe des Tennisturniers im australischen Perth. Er wurde vom 29. Dezember 2001 bis 5. Januar 2002 ausgetragen.
Der letzte Teilnehmer wurde zwischen Italien und Griechenland ausgespielt. In diesem Play-off setzte sich Italien mit 2:1 durch.
Im Finale gewann das Team in Person von Arantxa Sánchez Vicario und Tommy Robredo aus Spanien mit 2:1 gegen das Team Monica Seles und Jan-Michael Gambill aus den Vereinigten Staaten.

## Teilnehmer und Gruppeneinteilung
| Nation      | Teilnehmer                                |
| ----------- | ----------------------------------------- |
| Argentinien | Paola Suárez und Mariano Zabaleta         |
| Australien  | Alicia Molik und Lleyton Hewitt           |
| Schweiz     | Miroslava Vavrinec und Roger Federer      |
| Spanien     | Arantxa Sánchez Vicario und Tommy Robredo |

| Nation             | Teilnehmer                                 |
| ------------------ | ------------------------------------------ |
| Belgien            | Kim Clijsters und Xavier Malisse           |
| Frankreich         | Virginie Razzano und Arnaud Clément        |
| Italien            | Francesca Schiavone und Davide Sanguinetti |
| Vereinigte Staaten | Monica Seles und Jan-Michael Gambill       |

## Spielplan

### Tabelle
| Pos. | Land        | Gewonnen | Verloren | Spiele | Sätze |
| ---- | ----------- | -------- | -------- | ------ | ----- |
| 1    | Spanien     | 3        | 0        | 9:0    | 18:2  |
| 2    | Australien  | 2        | 1        | 5:4    | 11:10 |
| 3    | Schweiz     | 1        | 2        | 2:7    | 6:15  |
| 4    | Argentinien | 0        | 3        | 2:7    | 8:16  |

| Pos. | Land               | Gewonnen | Verloren | Spiele | Sätze |
| ---- | ------------------ | -------- | -------- | ------ | ----- |
| 1    | Vereinigte Staaten | 2        | 1        | 6:3    | 13:7  |
| 2    | Belgien            | 2        | 1        | 5:4    | 12:9  |
| 3    | Italien            | 2        | 1        | 5:4    | 8:11  |
| 4    | Frankreich         | 0        | 3        | 2:7    | 5:15  |

| Abschnitt | Datum          | Team 1             | Team 2             | Ergebnis |
| --------- | -------------- | ------------------ | ------------------ | -------- |
| Play-off  |                | Italien            | Griechenland       | 2:1      |
| Vorrunde  |                | Australien         | Schweiz            | 3:0      |
| Vorrunde  |                | Spanien            | Argentinien        | 3:0      |
| Vorrunde  |                | Vereinigte Staaten | Frankreich         | 3:0      |
| Vorrunde  |                | Belgien            | Italien            | 2:1      |
| Vorrunde  |                | Spanien            | Schweiz            | 3:0      |
| Vorrunde  |                | Australien         | Argentinien        | 2:1      |
| Vorrunde  |                | Italien            | Vereinigte Staaten | 2:1      |
| Vorrunde  |                | Belgien            | Frankreich         | 2:1      |
| Vorrunde  |                | Schweiz            | Argentinien        | 2:1      |
| Vorrunde  |                | Spanien            | Australien         | 3:0      |
| Vorrunde  |                | Italien            | Frankreich         | 2:1      |
| Vorrunde  |                | Vereinigte Staaten | Belgien            | 2:1      |
| Finale    | 5. Januar 2002 | Spanien            | Vereinigte Staaten | 2:1      |

## Ergebnisse
| Datum          | Team 1             | Team 2             | Ergebnis | Spiel                    | Spieler 1                | Spieler 2           | Resultat          |
| -------------- | ------------------ | ------------------ | -------- | ------------------------ | ------------------------ | ------------------- | ----------------- |
|                | Italien            | Griechenland       | 2:1      | Dameneinzel              | Francesca Schiavone      | Eleni Daniilidou    | 6:1, 6:2          |
| Herreneinzel   | Italien            | Griechenland       | 2:1      | Davide Sanguinetti       | Vasilis Mazarakis        | 6:2, 7:60           |                   |
| Mixed          | Italien            | Griechenland       | 2:1      | Schiavone, Sanguinetti   | Daniilidou, Mazarakis    | 4:6, 6:3, 7:67      |                   |
|                | Australien         | Schweiz            | 3:0      | Dameneinzel              | Alicia Molik             | Miroslava Vavrinec  | 6:3, 6:3          |
| Herreneinzel   | Australien         | Schweiz            | 3:0      | Lleyton Hewitt           | Roger Federer            | 6:3, 0:6, 6:4       |                   |
| Mixed          | Australien         | Schweiz            | 3:0      | Molik, Hewitt            | Vavrinec, Federer        | 6:3, 6:1            |                   |
|                | Spanien            | Argentinien        | 3:0      | Dameneinzel              | Arantxa Sánchez Vicario  | Paola Suárez        | 6:2, 6:3          |
| Herreneinzel   | Spanien            | Argentinien        | 3:0      | Tommy Robredo            | Mariano Zabaleta         | 4:6, 6:2, 6:3       |                   |
| Mixed          | Spanien            | Argentinien        | 3:0      | Sánchez Vicario, Robredo | Suárez, Zabaleta         | 4:6, 7:5, 7:65      |                   |
|                | Vereinigte Staaten | Frankreich         | 3:0      | Dameneinzel              | Monica Seles             | Virginie Razzano    | 6:3, 6:4          |
| Herreneinzel   | Vereinigte Staaten | Frankreich         | 3:0      | Jan-Michael Gambill      | Arnaud Clément           | 6:4, 6:4s           |                   |
| Mixed          | Vereinigte Staaten | Frankreich         | 3:0      | Seles, Gambill           | Razzano, Clément         | 6:1, 6:4            |                   |
|                | Belgien            | Italien            | 2:1      | Dameneinzel              | Kim Clijsters            | Francesca Schiavone | 4:6, 4;6          |
| Herreneinzel   | Belgien            | Italien            | 2:1      | Xavier Malisse           | Davide Sanguinetti       | 6:4, 7:5            |                   |
| Mixed          | Belgien            | Italien            | 2:1      | Clijsters, Malisse       | Schiavone, Sanguinetti   | 6:3, 6:4            |                   |
|                | Spanien            | Schweiz            | 3:0      | Dameneinzel              | Arantxa Sánchez Vicario  | Miroslava Vavrinec  | 6:2, 6:0          |
| Herreneinzel   | Spanien            | Schweiz            | 3:0      | Tommy Robredo            | Roger Federer            | 7:67, 6:2           |                   |
| Mixed          | Spanien            | Schweiz            | 3:0      | Sánchez Vicario, Robredo | Vavrinec, Federer        | 6:2, 6:3            |                   |
|                | Australien         | Argentinien        | 2:1      | Dameneinzel              | Alicia Molik             | Paola Suárez        | 6:7, 6:3, 4:6     |
| Herreneinzel   | Australien         | Argentinien        | 2:1      | Lleyton Hewitt           | Mariano Zabaleta         | 6:3, 6:4            |                   |
| Mixed          | Australien         | Argentinien        | 2:1      | Molik, Hewitt            | Suárez, Zabaleta         | 5:7, 6:3, [10:7]    |                   |
|                | Italien            | Vereinigte Staaten | 2:1      | Dameneinzel              | Francesca Schiavone      | Monica Seles        | 6:4, 2:6, 6:4     |
| Herreneinzel   | Italien            | Vereinigte Staaten | 2:1      | Davide Sanguinetti       | Jan-Michael Gambill      | 7:6, 6:3            |                   |
| Mixed          | Italien            | Vereinigte Staaten | 2:1      | Schiavone, Sanguinetti   | Seles, Gambill           | 1:6, 3:6            |                   |
|                | Belgien            | Frankreich         | 2:1      | Dameneinzel              | Kim Clijsters            | Virginie Razzano    | 6:3, 6:2          |
| Herreneinzel   | Belgien            | Frankreich         | 2:1      | Xavier Malisse           | Arnaud Clément           | 3:6, 6:3, 6:3       |                   |
| Mixed          | Belgien            | Frankreich         | 2:1      | Clijsters, Malisse       | Razzano, Clément         | 6:1, 3:6, [6:10]    |                   |
|                | Schweiz            | Argentinien        | 2:1      | Dameneinzel              | Miroslava Vavrinec       | Paola Suárez        | 2:6, 6:3, 2:6     |
| Herreneinzel   | Schweiz            | Argentinien        | 2:1      | Roger Federer            | Mariano Zabaleta         | 6:2, 6:3            |                   |
| Mixed          | Schweiz            | Argentinien        | 2:1      | Vavrinec, Federer        | Suárez, Zabaleta         | 6:3, 63:7, 7:64     |                   |
|                | Spanien            | Australien         | 3:0      | Dameneinzel              | Arantxa Sánchez Vicario  | Alicia Molik        | 6:0, 6:0 walkover |
| Herreneinzel   | Spanien            | Australien         | 3:0      | Tommy Robredo            | Lleyton Hewitt           | 6:0, 6:0 walkover   |                   |
| Mixed          | Spanien            | Australien         | 3:0      | Sánchez Vicario, Robredo | Molik, Hewitt            | 6:0, 6:0 walkover   |                   |
|                | Italien            | Frankreich         | 2:1      | Dameneinzel              | Francesca Schiavone      | Virginie Razzano    | 1:1 Aufgabe       |
| Herreneinzel   | Italien            | Frankreich         | 2:1      | Davide Sanguinetti       | Arnaud Clément           | 3:6, 5:7            |                   |
| Mixed          | Italien            | Frankreich         | 2:1      | Schiavone, Sanguinetti   | Razzano, Clément         | 6:0, 6:0 walkover   |                   |
|                | Vereinigte Staaten | Belgien            | 2:1      | Dameneinzel              | Monica Seles             | Kim Clijsters       | 4:6, 6:4, 6:2     |
| Herreneinzel   | Vereinigte Staaten | Belgien            | 2:1      | Jan-Michael Gambill      | Xavier Malisse           | 7:6, 7:6            |                   |
| Mixed          | Vereinigte Staaten | Belgien            | 2:1      | Seles, Gambill           | Clijsters, Malisse       | 6:7. 2:6            |                   |
| 5. Januar 2002 | Spanien            | Vereinigte Staaten | 2:1      | Dameneinzel              | Arantxa Sánchez Vicario  | Monica Seles        | 1:6, 6:7          |
| 5. Januar 2002 | Spanien            | Vereinigte Staaten | 2:1      | Herreneinzel             | Tommy Robredo            | Jan-Michael Gambill | 6:3, 2:6, 7:62    |
| 5. Januar 2002 | Spanien            | Vereinigte Staaten | 2:1      | Mixed                    | Sánchez Vicario, Robredo | Seles, Gambill      | 6:4, 6:2          |